# Fortuna 54 Geleen
Fortuna 54 Geleen – holenderski klub piłkarski z siedzibą w mieście Geleen.

## Osiągnięcia
- Wicemistrz Holandii: 1957
- Puchar Holandii (2): 1957, 1964

## Historia
Klub założony został 1 czerwca 1954 roku. Swoje mecze domowe rozgrywał na stadionie Mauritspark. Puchar Holandii zdobyty w 1964 pozwolił na jedyny występ klubu w europejskich pucharach - w Pucharze Zdobywców Pucharów w sezonie 1964/65. Fortuna 54 już w pierwszej rundzie trafiła na bardzo trudnego rywala - finalistę Pucharu Włoch AC Torino. Po porażce w pierwszym meczu w Turynie 1:3, u siebie drużyna holenderska zremisowała 2:2 i odpadła z turnieju. W 1965 Fortuna 54 wygrała swoją grupę w Pucharze Intertoto, eliminując takie drużyny jak niemiecki klub 1. FC Kaiserslautern, szwedzki Djurgårdens IF oraz szwajcarski Grasshopper Club. W ćwierćfinale wyeliminowana została przez szwajcarski klub FC Lugano.
Klub przestał istnieć 1 lipca 1968, gdy połączył się z klubem Sittardia Sittard tworząc nowy klub – Fortuna Sittard.

### Sezony w I lidze
| Sezon   | Miejsce |
| ------- | ------- |
| 1955/56 | 3       |
| 1956/57 | 2       |
| 1957/58 | 4       |
| 1958/59 | 3       |
| 1959/60 | 14      |
| 1960/61 | 15      |
| 1961/62 | 12      |

| Sezon   | Miejsce |
| ------- | ------- |
| 1962/63 | 12      |
| 1963/64 | 7       |
| 1964/65 | 6       |
| 1965/66 | 9       |
| 1966/67 | 14      |
| 1967/68 | 17      |